# Óscar López (paragwajski piłkarz)
Óscar López – piłkarz paragwajski, napastnik.
Wziął udział w turnieju Copa América 1923, gdzie Paragwaj zajął trzecie miejsce. López zagrał tylko w meczu z Brazylią.